# 红原薹草
红原薹草（学名：Carex hongyuanensis）为莎草科薹草属的植物。分布在中国大陆的四川等地，生长于海拔3,550米的地区，多生长在沟边，目前尚未由人工引种栽培。